# Grandia Xtreme
Grandia Xtreme (グランディア エクストリーム) est un jeu vidéo de rôle développé par Game Arts et édité par Enix, sorti en 2002 sur PlayStation 2 et PlayStation 3. Il propose une histoire parallèle à celle de Grandia.

## Accueil
- Famitsu : 33/40[1],[2]
- GameSpot : 6,2/10[3]
- IGN : 7,5/10[4]